# Irene Parlby
Mary Irene Parlby (nascuda Mary Irene Marryat; 9 de gener de 1868 - 12 de juliol de 1965) fou una política feminista i activista social canadenca d'origen anglés, ministra i senadora. Defensà els drets de les llauradores.

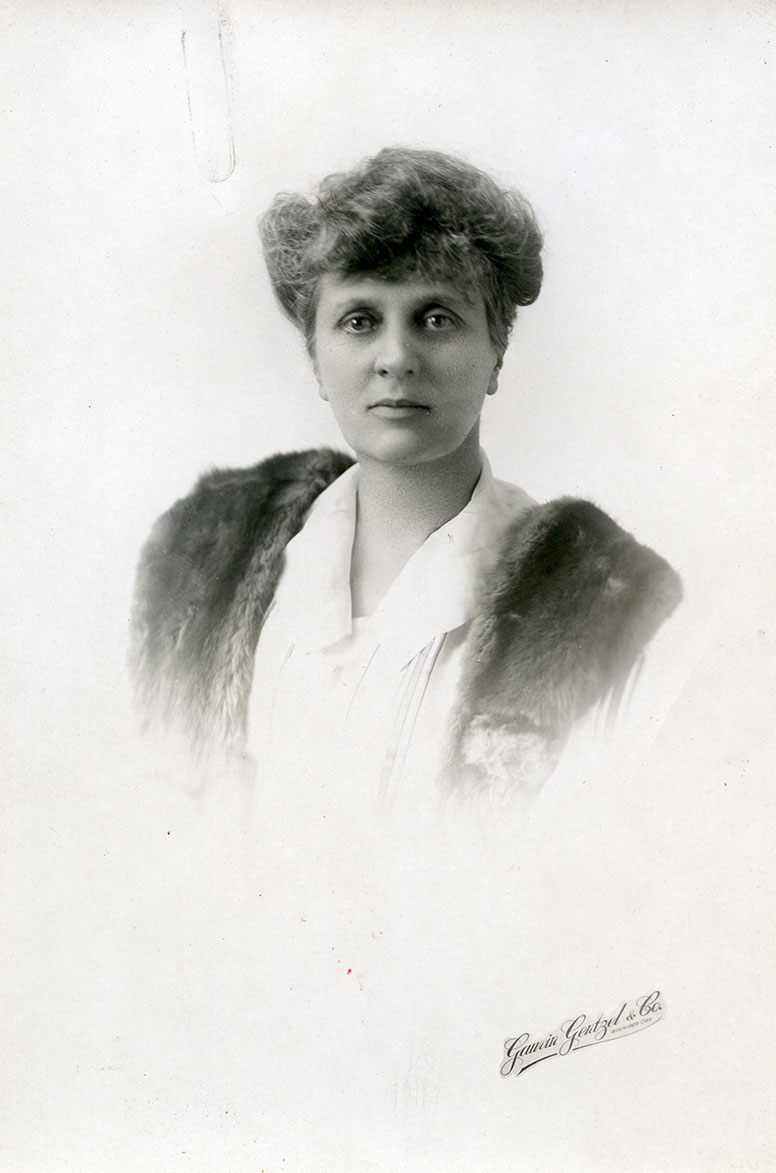
Retrat d'Irene Parlby

Parlby nasqué a Londres, Anglaterra, filla de Col i Ernest Lindsay Marryat. Emigrà al Canadà al 1896. Al 1913 participà en la fundació del primer local dels Agricultors Units d'Alberta. Al 1921 l'elegiren representant davant l'Assemblea d'Alberta pel districte de Lacombe i s'estigué en el càrrec 14 anys. Fou ministra, la primera dona que ocupà aquest càrrec a la província canadenca d'Alberta.
Parlby fou una de «Les cinc famoses» o «Les cinc valentes», que amb una demanda judicial coneguda com el «Cas persones» aconseguiren que les dones foren reconegudes com a "persones qualificades" en la Constitució del Canadà i, per tant, aptes per formar part del Senat.
Parlby fou presidenta de les Agricultores Unides d'Alberta entre 1916 i 1919. Promogué millores en l'assistència sanitària i pressionà per obrir hospitals municipals i clíniques mèdiques i dentals mòbils. Al 1921 fou ministra provincial.
Fou la darrera supervivent de «Les cinc famoses».
Va morir a Red Deer, província d'Alberta, al 1965, als 97 anys.

## Llegat
Al 1966, i a títol pòstum, el govern del Canadà la nomenà personatge de rellevància històrica nacional. A Alix, Alberta, hi ha una placa commemorativa. El cèlebre "Cas persones" es registrà com a esdeveniment de rellevància històrica nacional al 1997. A l'octubre de 2009 el Senat del Canadà nomenà «Les cinc famoses» primeres senadores honoràries.